# ميكويان-جوريفيتش ميج-21
ميكويان جوريفيتش ميج-21 (الروسية: Микоян и Гуревич МиГ-21) (لقب تعريف الناتو: فيش بيد Fishbed) هي طائرة اعتراضية أسرع من الصوت من تصميم وتصنيع مكتب ميكويان جيروفيتش في الاتحاد السوفيتى.
خلال تاريخها الطويل، امتلكت أكثر من 30 دولة الميغ-21، وما زالت تخدم في دول كثيرة بعد نصف قرن من تحليقها لأول مرة. فقدرتها على التحليق بسرعة 2 ماخ تتعدى سرعة الكثير من الطائرات اللاحقة لها.
وقد قدر أنه تم إنتاج أكثر من 11,000 وحدة من طائرات الميغ-21 بكافة طرازاتها، أي أكثر من أي طائرة نفاثة فوق صوتية في التاريخ حتى الآن.

## التطوير
كان أول جيل من طائرات الميغ شبيها بتصاميم الطائرات الألمانية النفاثة التي صممت في أواخر الحرب العالمية الثانية، بدءا بطائرات الميج-15 والميج-17 والطائرة الفوق صوتية الميج-19 صمم المهندسون السوفييت عددا من الطائرات القادرة على الطيران بسرعة ماخ 2 وتعتمد على نظرية سحب الهواء من مقدمة الطائرة. وبإلقاء نظرة على الأجنحة، فتكون أما اجنحة عادية (مرتدة للوراء) أو على شكل حرف دلتا Δ (جناح دلتا)، ومن كل هذه التصاميم، كانت الميغ-21 أكثرها نجاحا على الإطلاق.

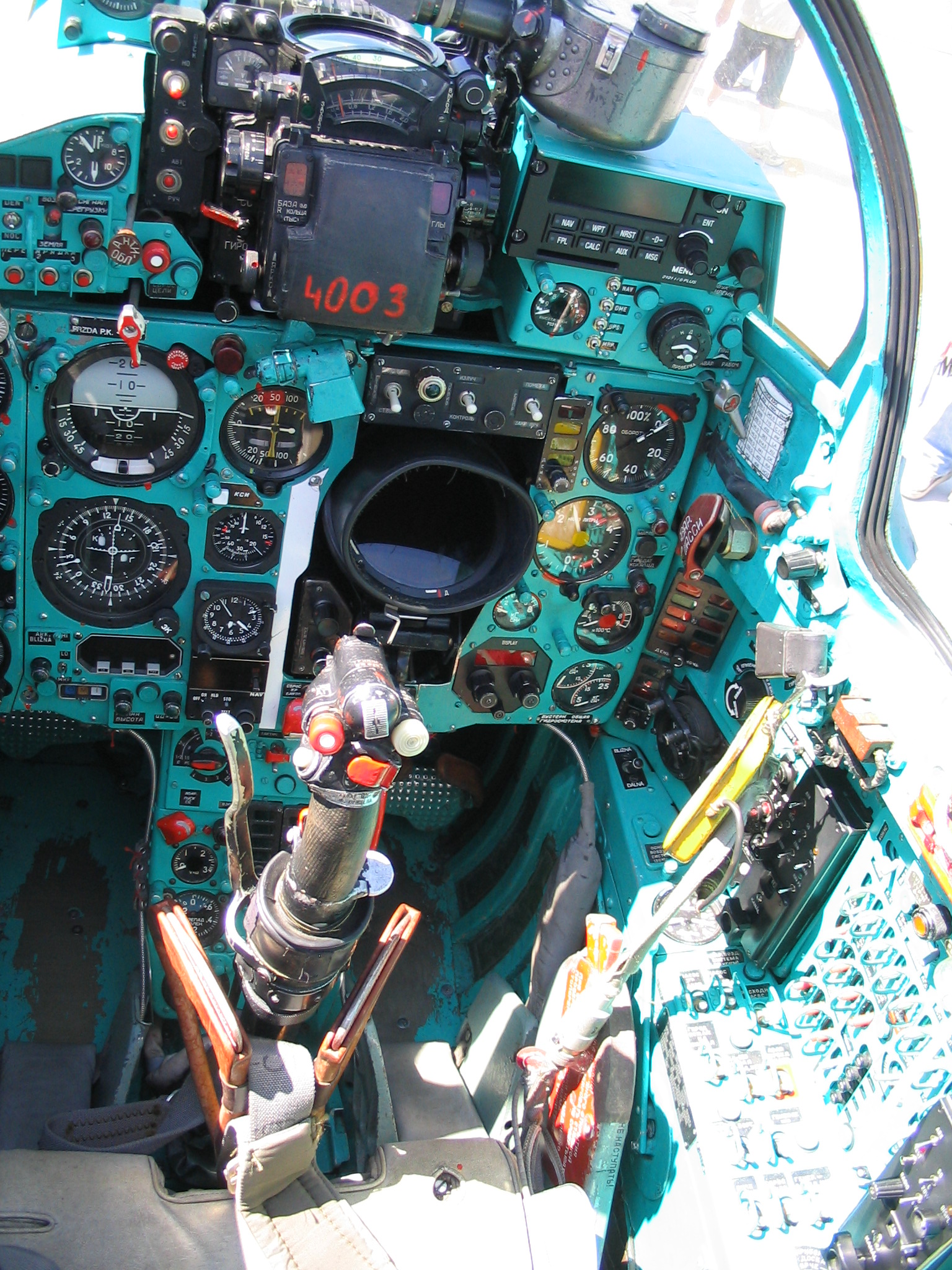
قمرة القيادة في الميغ-21.

طارت أول نسخة تجريبية E-5 Prototype لأول مرة عام 1955 وظهرت للعلن لأول مرة في يوم الطيران السوفييتي في مطار توشينو في 1956. وأول نسخة اجنحتها على شكل حرف دلتا (أجنحة دلتا هي الطراز التجريبي من الطائرة إيه-4 طارت في 14 يونيو 1956 ودخلت خطوط الإنتاج في أوائل عام 1959.
بتطبيق نظرية أجنحة دلتا، كانت الميغ-21 هي أول طائرة سوفييتية ناجحة تجمع بين خصائص الطائرة المقاتلة والطائرة الاعتراضية في طائرة واحدة، وكانت خفيفة الوزن وتحقق سرعة 2 ماخ باستخدام محرك بسيط نسبيا ولذلك فهي تقارن بالإف 104 ستار فايتر وداسولت ميراج الثالثة.
عندما دخلت الميغ-21 الخدمة في البداية، واجهت عدة مشاكل منها: أن النسخة الأولى لصواريخ الجو-جو الخاصة بها فيمبل كيه-13 لم تكن ناجحة في المعارك كما أن موجه الرشاشات البصرى كان يخلع ويسقط من مكانه في المناورات العالية مما جعل النسخة الأولى من الميغ-21 طائرة غير فعالة، لكن هذه المشكلات تم التغلب عليها، وأثبتت الميغ-21 كفاءتها في حروب الشرق الأوسط وحرب فييتنام كما أن النسخ التي تلت هذه الحروب ضمت تعديلات في التصميم للاستفادة من دروس هذه الحروب.

## تاريخ الميغ-21 القتالي

### الشرق الأقصى
اكتسبت الميغ-21 سمعة خلال حرب فييتنام والتي شهدت خلالها الميغ-21 عدة معارك جوية وكانت وقتها من أحدث الطائرات ولكن كثيرا من أفضل طياري فيتنام الشمالية كانوا يفضلون الميغ-17 عليها لأنها كانت تناور بصورة أفضل إلى حد ما نظرا لخفة وزن أجنحتها مقارنة بالميغ-21، ومع أن الميغ-21 كانت تفتقد إلى رادار بعيد المدى والصواريخ والقدرة على تخزين القنابل الثقيلة بالمقارنة بمثيلاتها الأمريكية لكنها أثبتت تحديا لها في أيدى الطيارين المدربين وقد أدت خسائر الأمريكيين في بداية حرب فييتنام أمام طائرات الميغ-21 الأصغر والأكثر مناورة إلى تغيير طرق تدريبهم وسياسات القتال الجوي والتي أدخلت طائرات كالإيه-4 سكاى هوك والإف-5 تايجر الثانية لمجاراة قدرات الميغ-21 على المناورة.
في 27 ديسمبر 1972 استطاعت طائرة ميغ-21 من إسقاط طائرة بي-52 ستراتوفورتريس القاذفة الاستراتيجية الشهيرة وهي الحادثة الوحيدة التي تسقط فيها هذه الطائرة حتى الآن. كان الطائرة بي-52 تدور فوق هانوي عاصمة فيتنام الشمالية وتقوم بعمليات قصف، خلال هذه العملية أسقطت الطائرة بي 52 طائرتى ميغ-21، ثم أسقطت هي نفسها.
خلال حرب فييتنام من يوم 26 أبريل 1968 حتى 8 يناير 1973 ادعى الأمريكيون أنهم اسقطوا 68 طائرة ميغ-21 بواسطة طائراتهم نوع إف - 4 فانتوم الثانية وإيه-4 سكاي هوك. بينما قال الفيتناميون انهم أسقطوا أكثر من 150 طائرة أمريكية مختلفة بطائرات الميغ-21.

### الشرق الأوسط

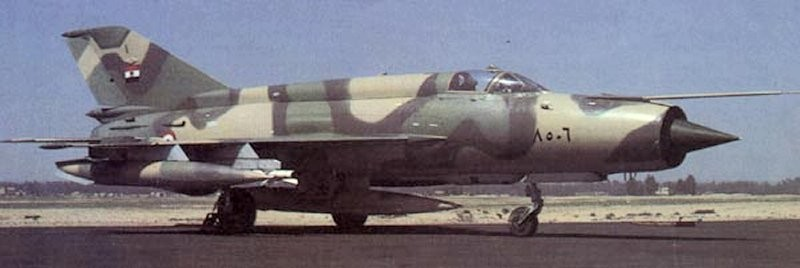
طائرة ميغ-21 مصرية

استخدمت الميغ-21 أيضا بكثافة خلال حروب الشرق الأوسط في الستينات والسبعينات بواسطة القوات الجوية المصرية، والسورية والعراقية والليبية في مواجهة القوات الجوية الإسرائيلية، التي استخدمت الطائرات المتفوقة والأحدث بجيل كامل إف - 4 فانتوم الثانية، وإيه-4 سكاي هوك الأمريكيتين، وطائرات ميراج الثالثة الفرنسية. ورغم ذلك استطاعت الميغ-21 إحراز عدة انتصارات جوية أشهرها في حرب 1973 وخصوصاً في معركة المنصورة الجوية. التي وقعت يوم 14 أكتوبر 1973 والتي استطاعت خلالها حوالي 65 طائرة ميغ-21 أمام 160 طائرة إسرائيلية من أنواع إف-4 فانتوم الثانية وإيه-4 سكاي هوك إسقاط من 15-17 طائرة إسرائيلية مقابل سقوط 6 طائرات ميغ-21 ثلاث منها ثلاث بنيران العدو وثلاث أخرى نتيجة لفراغ الوقود منها. في بداية الثمانينات حصلت إسرائيل على طائرات إف - 16 وإف - 15 فتعدت الميغ-21 بمراحل.
كما استخدمت الميغ-21 في المراحل الأولى في الغزو السوفييتى لأفغانستان عام 1979.

### شبه القارة الهندية
كانت الهند من أكبر مستخدمي طائرة الميغ-21 منذ استخدامها لأول مرة في الحرب الهندية الباكستانية في عام 1971 بنتائج جيدة، وقد شهدت هذه الحرب أيضا أول معركة جوية بين طائرتين نفاثتين في شبه القارة، عندما اسقطت طائرة ميغ-21 هندية طائرة باكستانية من نوع 104 ستار فايتر. لعبت الميغ-21 دورا هاما في هذه الحرب وامنت التفوق الجوى الهندي على باكستان مما أدى إلى هزيمتها في أقل من اسبوعين.
ظلت الهند تستخدم طائرات الميغ-21 حتى حرب الكرجيل في كشمير امام باكستان أيضا عام 1999 بنتائج متباينة. وفي نفس العام بعد تلك الحرب بشهر واحد اسقطت طائرتين ميغ-21 طائرة استطلاع باكستانية من نوع «اتلانتيك» على الحدود بين الهند وباكستان وسط اتهامات بين البلدين عن المتسبب في الحادثة (التي أطلق عليها حادثة أتلانتيك) التي أدت إلى مقتل 16 شخصا كانوا على متنها. قامت الهند بعدة تعديلات على الميغ-21 وأطلقت عليها اسم ميغ-21 بايسون.

### يوغوسلافيا السابقة
خلال الأعوام من 1991-1995، استخدم الجيش اليوغوسلافي والقوات الصربية الميغ-21 إم (تقريبا مائة طائرة أي ما يقرب من ثلث القوات الجوية) في حرب سلوفينيا، حرب التحرير الكرواتية، حرب البوسنة وأخيرا خلال قصف الناتو ليوغوسلافيا عام 1999. فيما عدا تدخل الناتو، لم يكن للطائرة أية منافسين واستخدمت أساسا للهجوم الأرضي. أسقطت طائرة ميغ-21 يقودها طيار صربي اسمه «إمير سيسيك» مروحية تابعة للأمم المتحدة لدخولها المجال الجوي اليوغوسلافى بدون إذن أو إعلان.
أشارت التقارير إلى أن 6 طائرات ميغ-21 قد أسقطوا بواسطة المدفعية المضادة للطائرات في كرواتيا والبوسنة. كما دمرت طائرات الناتو 24 طائرة ميغ-21 على الأرض. كما هرب ثلاث طيارين من القوات الجوية اليوغوسلافية إلى كرواتيا بطائراتهم عام 1992، فقدت كرواتيا منهم واحدة للدفاعات الأرضية الصربية وأخرى سقطت نتيجة للنيران الصديقة. في عام 1993 أشترت كرواتيا حوالي 40 طائرة ميغ-21 في خرق لحظر توريد السلاح. لكن 20 طائرة فقط دخلت في الخدمة. أستخدمت كرواتيا هذه الطائرات في بعض الهجمات الأرضية كما حاولت اثنتان أن تعترضا طائرة جيه-22 التابعة للقوات الجوية البوسنية لكن لم يسفر الأمر إلا عن بعض المناورات وانتهى كذلك.

## عيوب ومميزات الميغ-21
ككثير من الطائرات الاعتراضية، كان مدى الميغ-21 قصيرا، كما كان بها عيبا تصميميا حيث كان مركز الثقل يرجع إلى مؤخرة الطائرة قليلا إذا استهلك ثلثى الوقود كان هذا يؤدى إلى تراجع الاستقرار الأيروديناميكي للطائرة مما يؤدي إلى صعوبة في التحكم في الطائرة مما أدى في النهاية إلى عدم كفاءة الطائرة في الجو بحالة مناسبة أكثر من 45 دقيقة.
مع ان تصميم الأجنحة دلتا كان ممتازا لطائرة اعتراضية سريعة الصعود، إلا انه كان يسبب فقد جزء كبير من السرعة عند الانحراف في القتال، ومع ذلك، فعندما حملت الطائرة ب 50 % من الوقود وصاروخين فيمبل كيه 13 (اسم الناتو: اتول AA-2 Atoll) جو-جو كانت تستطيع تحقيق معدل صعود 17.670 متر / دقيقة (295 متر / ثانية) وهو رقم ليس بعيدا عن ما تحققة الأف 16 الأحدث بجيل كامل. بوضعها بين أيدى الطيارين المدربين، اثبتت-الميغ 21 نفسها وكفائتها امام طائرات أكثر تطورا.
استبدلت الميغ-21 بالطائرات الأحدث الميغ-23 والميغ-27 في مهام للهجوم الأرضى في القوات الجوية السوفيتية، لكنها ظلت في مهام الطائرة الاعتراضية لكفاءتها العالية في المناورات حتى دخول الميغ-29 الخدمة لتواجه المقاتلات الأمريكية الأحدث.

## المستخدمون

مستخدمين الميغ-21 الحاليين بالأزرق والسابقين بالأحمر

صدرت الميغ-21 للعديد من دول العالم ولا سيما دول العالم العربى والكتلة الشرقية وشرق آسيا، وما زالت حتى الآن تستخدم في عدد من هذه الدول رغم مضي نصف قرن على أول تحليق لها، فتصميم الطائرة ومحركها البسيط وسهولة التحكم بها هو مثال للتصميم العسكري السوفييتي، ورغم أن أليكترونياتها وتكنولوجيتها كانت أقل كثيرا من الطائرات التي واجهتها، إلا أن رخص ثمنها وسهولة صيانتها جعلتها مفضلة لدى الدول التي تشتري أسلحة الكتلة الشرقية.

### المستخدمون الحاليون
- إثيوبيا: 18 ميغ-21 و 3 ميغ-21 U للتدريب.
- أذربيجان: 18 ميغ-21.
- أرمينيا.
- السودان.
- سوريا.
- الهند: 224 طائرة.
- اليمن: 20 ميغ 21.
- انغولا: 50 ميغ 21 أغلبهم للتدريب.
- إيران: 20 طائرة من النسخة الصينية J-7 Chengdu و 5 للتدريب (F-7M).
- باكستان: 234 طائرة من النسخة الصينية J-7 Chengdu.
- بلغاريا: 20 طائرة MiG-21bis و 6 MiG-21U للتدريب.
- بنغلاديش: 100 طائرة من النسخة الصينية المحدثة J-7 Chengdu.
- تركمنستان.
- غينيا.
- كامبوديا: 4 طائرات كلها على الأرض.
- كرواتيا 12-24 طائرة في الخدمة.
- كوبا: 160 طائرة ما زالوا في الخدمة من أصل 270.
- لاوس: معظم الطائرات على الأرض.
- ليبيا.
- مالي: 16 طائرة في الخدمة.
- مدغشقر: معظم الطائرات على الأرض.
- مصر: 62 طائرة وأصبحت خارج الخدمة في أواخر عام 2017
- منغوليا: 8 طائرات، كلهم على الأرض.

## المواصفات

### الصفات العامة
- الطاقم: 1.
- الطول: 15.76 متر.
- المسافة بين الجناحين: 7.15 متر.
- الارتفاع: 4.12 متر.
- مساحة الأجنحة: 23 متر².
- الوزن فارغة: 5,350 كغم.
- الوزن محملة: 8,726 كغم.
- أقصى وزن: 9,660 كغم.
- المحرك: محرك نفاث واحد من نوع تومانسكي أر-25 (Tumansky R-25) مزود بغرفة احتراق إضافية يعطي قوة دفع 70 كيلو نيوتن.

### الأداء

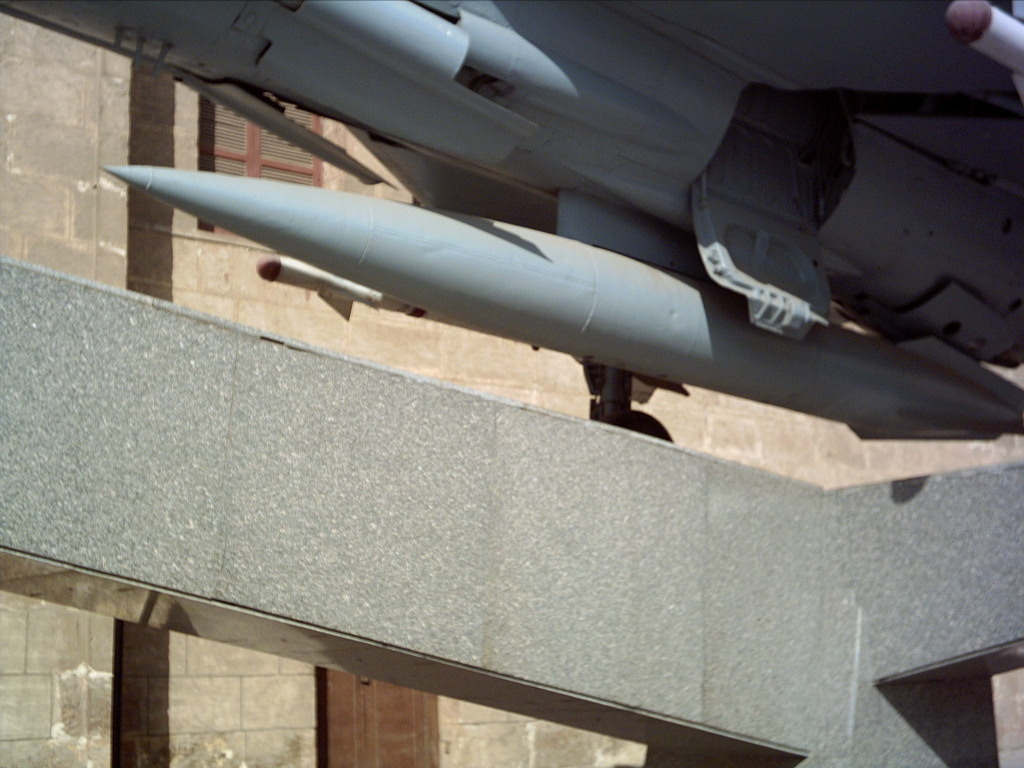
طائرة ميغ-21 مزودة بخزان وقود خارجي.

- السرعة القصوى: ماخ 2.1 (2230 كيلومتر/ساعة).
- المدى: 1160 كيلومتر.
- أقصى ارتفاع: 19,000 متر.
- معدل الصعود: 225 متر/ثانية لكن إذا زودت بنصف كمية الوقود وصاروخين من نوع «أتول» تستطيع الميغ-21 تحقيق معدل صعود 294 متر/ثانية.
- الحمل على الأجنحة: 379 كغم/متر².
- النسبة دفع-وزن: 0.84

### التسليح

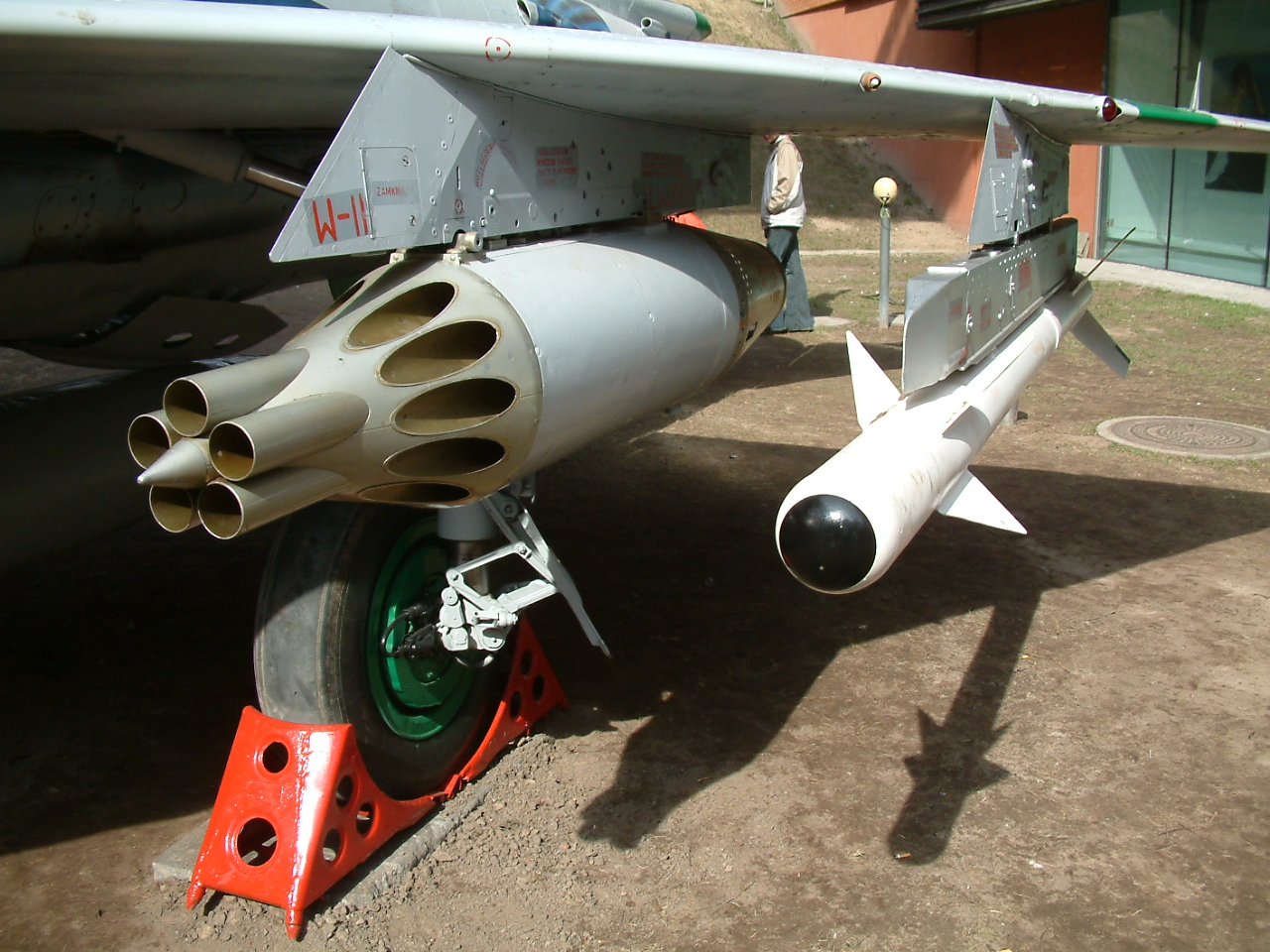
ميغ-21 مسلحة بصاروخ جو-جو فيمبل أر-3 وصواريخ غير موجهة.

- مدفع 23 مم ذو ماسورتين من نوع جريازيف-شيبانوف جي.إس.إتش-23 أو بماسورة واحدة نوع نودلمان-ريختر أن.أر-30.
- حوالي 2000 كغم من الأسلحة جو-جو وجو-أرض يمكن تركيبهم على أربع نقاط تحت الأجنحة. النسخ الأولي حملت صاروخين جو-جو من نوع فيمبيل كيه-13، الأنواع الأحدث حملت صاروخين من نوع فيمبل كيه-13 وخزانين وقود، أو أربع صواريخ.
- خزان الوقود: يتسع لـ450 لتر من الوقود الإضافي.